# Abadía territorial de Subiaco
La abadía territorial de Subiaco (en latín: Abbatia Territorialis Sublacensis y en italiano: Abbazia territoriale di Subiaco) es una circunscripción eclesiástica de la Iglesia católica en Italia. Se trata de una abadía territorial latina inmediatamente sujeta a la Santa Sede. Desde el 10 de febrero de 1996 su abad es el presbítero Mauro Meacci, de la Orden de San Benito.

## Territorio y organización

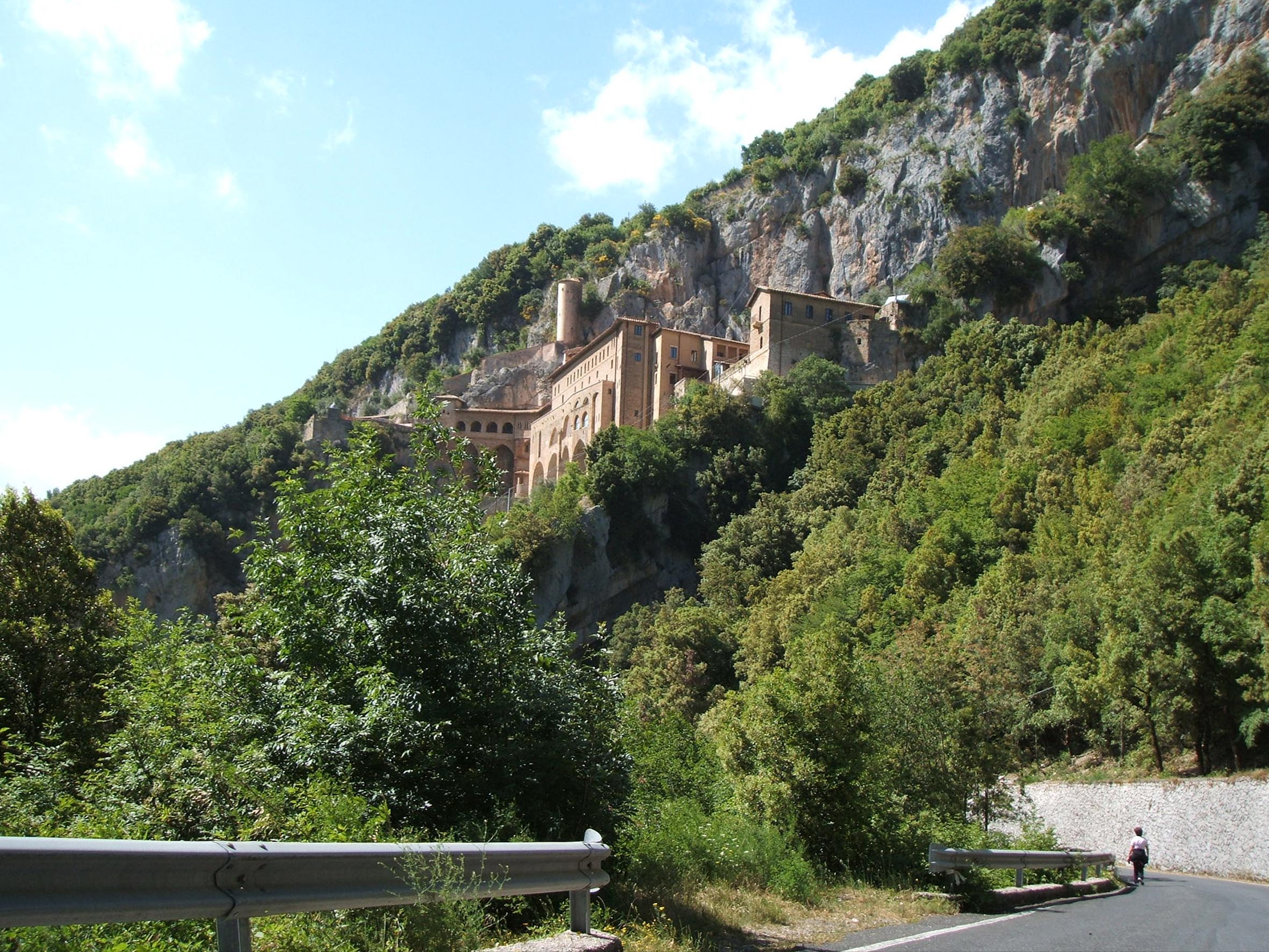
Monasterio de San Benito

La abadía territorial tiene 8 km² y extiende su jurisdicción sobre los fieles católicos de rito latino residentes dentro de los monasterios de Santa Escolástica y San Benito y a las propiedades benedictinas sobre el monte Taleo y en la altura de Collelungo. Pertenece a la región eclesiástica de Lacio. Al suroeste se encuentra la sede suburbicaria de Palestrina, al oeste la diócesis de Tívoli, al noreste la diócesis de Avezzano y al sur la diócesis de Anagni-Alatri.

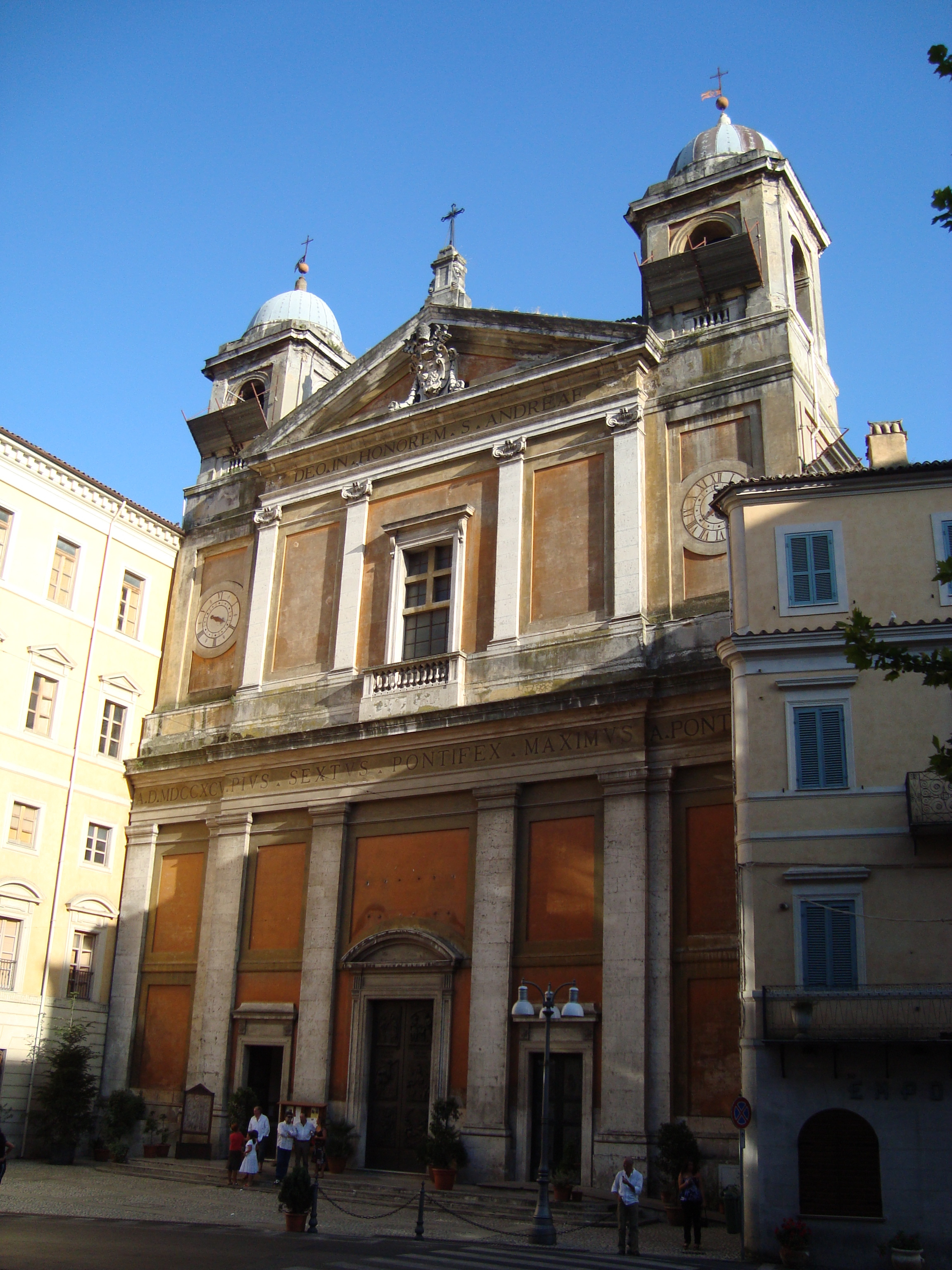
Colegiata de San Andrés, en Subiaco, concatedral de 1892 a 2002

La sede de la abadía territorial se encuentra en la ciudad de Subiaco, en donde se halla la abadía de Santa Escolástica, en cuyo interior está la Catedral de Santa Escolástica. En 2016 la abadía fue incluida en el bien «Paisaje cultural de los asentamientos benedictinos en la Italia medieval», recogido por Italia en su Lista Indicativa, paso previo a ser declarado patrimonio de la Humanidad.

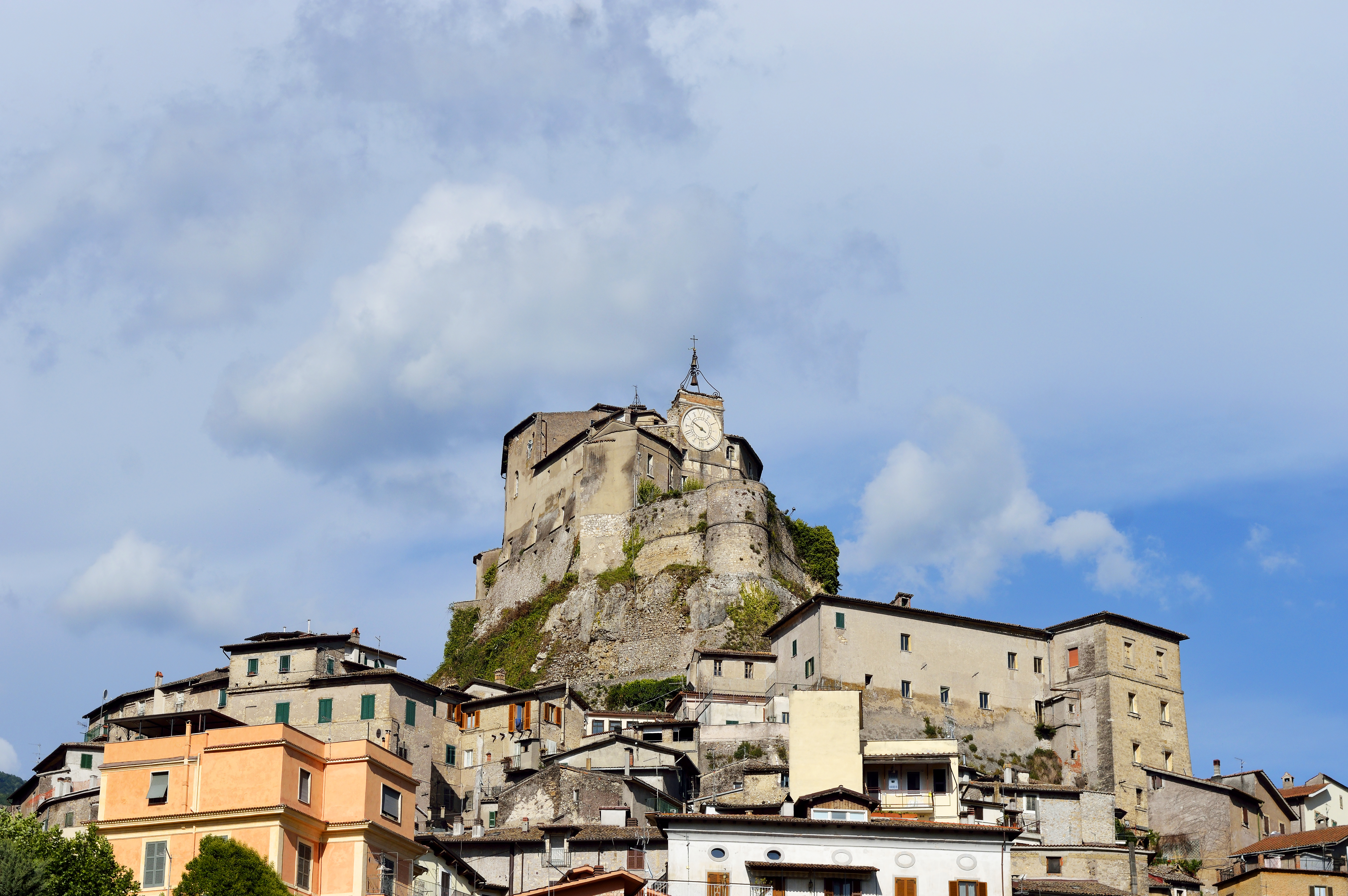
Fortaleza abacial de Subiaco, residencia de los abades comendadores

En 2021 en la abadía territorial existía solo una parroquia. Antes de 2002 la abadía territorial de Subiaco extendía su jurisdicción sobre 29 parroquias en las comunas de Camerata Nuova, Cervara di Roma, Cerreto Laziale, Gerano, Canterano, Rocca Santo Stefano, Agosta, Marano Equo, Subiaco, Affile, Arcinazzo Romano, Bellegra, Roiate, Jenne y Trevi nel Lazio.

## Historia
El monasterio de Santa Escolástica en Subiaco, origen de la abadía territorial del mismo nombre, fue uno de los trece monasterios fundados por san Benito de Nursia en la primera mitad del siglo VI en el territorio de Subiaco.
El Regesto Sublacense es fundamental para comprender la historia del monasterio y las diversas exenciones y privilegios con los que fue dotado. Después de la destrucción por los sarracenos, el monasterio de los Santos Benito y Escolástica (hoy Santa Escolástica) fue reconstruido y obtuvo sus primeras propiedades del papa León VII y sobre todo, el 29 de mayo de 939, la exención de la jurisdicción episcopal. El emperador Otón I otorgó una nueva concesión el 11 de enero de 967, en virtud de la cual la abadía sublacense obtuvo inmunidad sobre una serie de tierras y castillos de su propiedad, convirtiéndose así en un estado autónomo en el contexto del Sacro Imperio Romano Germánico. La autonomía temporal duró hasta 1753.
«Otro documento importante del Regesto es el privilegio de Juan XVIII (1004-1009) del 21 de julio de 1005, con el que se confirmaban las posesiones y derechos de la abadía y no sólo el monasterio era sustraído de los poderes de orden del obispo diocesano, sino también iglesias rurales. Por lo tanto, se puede hablar de abadía nullius sólo para el monasterio y las iglesias incorporadas a él. El privilegio también fue confirmado por León IX (1049-1054) en 1051.
Los siglos XI y XII fueron la época dorada del monasterio de Subiaco, regido por «abades de gran importancia», entre ellos Pedro II (992-1003), venerado como santo, Umberto (1051-1060), que construyó la primera capilla del "Sacro Speco", y Juan VII (1068-1120), a quien el Chronicon sublacense llama gloriosissimus abbas.
En la segunda mitad del XVI la abadía entró en crisis, cada vez más a merced de las casas y familias más poderosas de la época, también perturbadas por el cisma que dividía a la Iglesia católica de la época. El papa Urbano VI depuso al abad Francesco da Padua en 1388 y nombró en su lugar a Tommaso da Celano, documentado por primera vez como abad de Subiaco el 15 de diciembre de 1389. Con esta decisión, el papa quitó a los monjes la libertad de elegir su propio abad, y comenzó la serie de abades curiales, es decir, nombrados por la Santa Sede. Egidi escribe que «la reforma de Urbano VI fue sugerida muy probablemente por la necesidad que sentía el papa de tener la abadía más segura y menos propensa a escuchar a sus enemigos... Entre los monjes y el abad elegido por la curia a menudo no había un vínculo de religión monástica común, siempre había un conflicto natural de intereses. El abad curial no es, en última instancia, más que un funcionario pontificio y muy a menudo un favorito, un miembro de una familia poderosa; gobierna en nombre y a favor de la corte romana, recaudando diezmos e impuestos, pero no descuida, de hecho, a menudo tiene sus propios intereses en primer plano de sus pensamientos, y saca el mayor provecho posible del puesto que ocupa.»
Unas décadas más tarde, la abadía de Subiaco, como muchas otras instituciones eclesiásticas de la época, también fue concedida in commendam a los cardenales de la Curia. Cuando los monasterios de sublacenses fueron anexados a la Congregación Casinesa (1514), se creó una doble jerarquía: por un lado los cardenales abades comendatarios, que ejercían jurisdicción temporal y espiritual sobre los territorios e iglesias que dependían del gobierno de la abadía; por el otro, los abades de clausura, elegidos por el capítulo de la Congregación Casinesa, que tenían como única función administrar la vida religiosa interna de los dos monasterios de Subiaco. El primer abad comendatario fue Juan de Torquemada, que asumió el cargo el 16 de enero de 1456: durante su gobierno la abadía fue equipada con una imprenta en 1465, la primera en Italia.
Rodrigo Borgia, futuro papa Alejandro VI y abad comendatario desde 1471 hasta su elección al trono papal, completó la restauración de la fortaleza de Subiaco, iniciada por sus predecesores, que a partir de este momento se convirtió en la residencia habitual de los comendatarios durante los períodos en que se quedaron en Subiaco. Después de Rodrigo Borgia, la encomienda de la abadía pasó a la familia Colonna, que la ocupó durante más de un siglo, hasta 1608.
Los conflictos con los obispos de Tívoli por la jurisdicción espiritual de las parroquias disputadas entre las dos instituciones tenían siglos de antigüedad. La cuestión se resolvió en el siglo XVII cuando los Barberini se convirtieron en abades comendadores, quienes mediante una serie de "transacciones" con obispos vecinos definieron de una vez por todas el territorio de competencia de la abadía nullius sublacense. En 1638 una primera transacción, la del obispo de Tívoli Giulio Roma, puso fin a la jurisdicción del obispo de Tívoli sobre Subiaco y otros castillos de la zona; esta transacción fue aprobada por el papa Urbano VIII, también de la familia Barberini, con la bula Sacrosanctae militantis ecclesiae del 15 de noviembre. Al año siguiente, otras dos transacciones con los obispos de Palestrina y Anagni pusieron los territorios de Ponza (hoy Arcinazzo Romano), Affile, Roiate, Civitella (hoy Bellegra), Jenne y Trevi bajo la jurisdicción espiritual de los abades comendatarios de Subiaco; estas transacciones también fueron aprobadas por Urbano VIII.
Estas decisiones constituyeron definitivamente la diócesis abacial de Subiaco. Los comendatarios tenían la tarea de crear una organización diocesana con estructuras propias, con su propia curia y con su propio archivo separado y distinto del del monasterio. Estos conservan los registros de numerosas visitas pastorales realizadas por los comendatarios; el primero es el realizado en 1640 por Emilio Bonaventura Altieri, obispo de Camerino y futuro papa Clemente X, por encargo del cardenal Antonio Barberini. En la bula Sacrosanctae militantis ecclesiae, Urbano VIII ordenó al comendador Antonio Barberini celebrar un sínodo diocesano, que sin embargo no celebró. El primer sínodo fue convocado en junio de 1674 en el monasterio de Santa Escolástica por el comendador Carlo Barberini, abbatiae sublacensis abbatem, et perpetuum commendatarium, eiusque Dioeceseos Ordinarium.
Con el nacimiento de una verdadera diócesis, los comendatarios utilizaron cada vez más la colegiata de San Andrés, en el centro de Subiaco, como catedral "de facto", entrando así en conflicto con los monjes, que la reclamaban como su iglesia abacial de Santa Escolástica el privilegio de la catedral. La iglesia de San Andrés sufrió notables restauraciones y renovaciones bajo el cardenal Giovanni Angelo Braschi, que conservó el título de abad comendador incluso cuando, el 15 de febrero de 1775, fue elegido papa con el nombre de Pío VI. También fue responsable de la creación del seminario diocesano en el edificio contiguo a San Andrés, al que dotó de una rica biblioteca de más de 5000 volúmenes, que hoy constituyen la colección más importante de la biblioteca monástica.
En 1753 el papa Benedicto XIV, con la bula Commendatam Nobis del 7 de noviembre, puso fin al poder temporal de los abades comendatarios, confiando al nuevo abad Giovanni Francesco Banchieri sólo la jurisdicción espiritual sobre la abadía y su diócesis, mientras que el territorio, desde el punto de vista civil, quedó integrado permanentemente en los Estados Pontificios bajo la autoridad de la Cámara apostólica.
Para poner fin a las desavenencias entre el capítulo abacial de Santa Escolástica y el capítulo secular de San Andrés, el papa León XIII, con el decreto Ad quaestionum germina de la Congregación Consistorial del 26 de abril de 1892, estableció que la única catedral de la abadía nullius era la iglesia monástica de Santa Escolástica, y otorgó el título de concatedral a la basílica de San Andrés.
El papa Pío X fue el último abad comendatario. En efecto, con la constitución apostólica Coenobium Sublacense del 21 de marzo de 1915, el papa Benedicto XV suprimió la comendación y el título de "abad comendador" después de cuatro siglos. En un principio, la diócesis abacial estuvo confiada bajo administración apostólica al abad general sublacense Mauro Serafini, hasta el nombramiento del primer abad ordinario en 1917 en la persona de Simone Lorenzo Salvi, ya abad de clausura desde 1909.
En los años 1930 el abad Salvi trasladó el seminario diocesano de su antigua ubicación en la concatedral de San Andrés al monasterio de Santa Escolástica.
El 16 de julio de 2002, con el decreto Venerabilis Abbatia Sublacensis de la Congregación para los Obispos, la abadía, conservando el privilegio de territorialidad, entregó la cura pastoral de las parroquias a las diócesis vecinas: Camerata Nuova, Cervara di Roma, Cerreto Laziale, Gerano, Canterano, Agosta, Marano Equo, Subiaco, Affile, Arcinazzo Romano y Jenne a la diócesis de Tívoli; Rocca Santo Stefano, Bellegra y Roiate a la sede suburbicaria de Palestrina; y Trevi nel Lazio a la diócesis de Anagni-Alatri.

## Estadísticas
Según el Anuario Pontificio 2022 la abadía territorial tenía a fines de 2021 un total de 36 fieles bautizados.
| Año                                                                             | Población | Población | Población      | Sacerdotes | Sacerdotes | Sacerdotes | Católicos por sacerdote | Diáconos permanentes | Religiosos | Religiosos | Parroquias y cuasiparroquias |
| Año                                                                             | Católicos | Total     | % de católicos | Total      | Diocesanos | Regulares  | Católicos por sacerdote | Diáconos permanentes | Masculinos | Femeninos  | Parroquias y cuasiparroquias |
| ------------------------------------------------------------------------------- | --------- | --------- | -------------- | ---------- | ---------- | ---------- | ----------------------- | -------------------- | ---------- | ---------- | ---------------------------- |
| 1950                                                                            | 36 672    | 36 672    | 100.0          | 84         | 44         | 40         | 436                     |                      | 53         | 40         | 25                           |
| 1970                                                                            | 29 727    | 29 730    | 100.0          | 84         | 44         | 40         | 353                     |                      | 64         | 46         | 27                           |
| 1980                                                                            | 26 510    | 26 597    | 99.7           | 71         | 40         | 31         | 373                     |                      | 49         | 40         | 23                           |
| 1990                                                                            | 26 101    | 26 195    | 99.6           | 62         | 31         | 31         | 420                     |                      | 54         | 56         | 22                           |
| 1999                                                                            | 26 900    | 27 021    | 99.6           | 55         | 29         | 26         | 489                     |                      | 38         | 46         | 22                           |
| 2000                                                                            | 27 543    | 27 762    | 99.2           | 60         | 31         | 29         | 459                     |                      | 39         | 35         | 22                           |
| 2001                                                                            | 27 560    | 27 791    | 99.2           | 61         | 35         | 26         | 451                     |                      | 35         | 34         | 22                           |
| 2002                                                                            | 20        | 20        | 100.0          | 16         |            | 16         | 1                       |                      | 23         | 6          |                              |
| 2003                                                                            | 38        | 38        | 100.0          | 16         |            | 16         | 2                       |                      | 24         | 9          | 1                            |
| 2004                                                                            | 38        | 38        | 100.0          | 16         |            | 16         | 2                       |                      | 23         | 9          | 1                            |
| 2013                                                                            | 38        | 38        | 100.0          | 13         | 1          | 12         | 2                       |                      | 22         | 6          | 1                            |
| 2016                                                                            | 36        | 36        | 100.0          | 14         | 1          | 13         | 2                       |                      | 23         | 6          | 1                            |
| 2019                                                                            | 36        | 36        | 100.0          | 13         |            | 13         | 2                       |                      | 21         | 5          | 1                            |
| 2021                                                                            | 36        | 36        | 100.0          | 11         |            | 11         | 3                       |                      | 21         | 4          | 1                            |
| Fuente: Catholic-Hierarchy, que a su vez toma los datos del Anuario Pontificio. |           |           |                |            |            |            |                         |                      |            |            |                              |

## Abadologio
La siguiente cronología está constituida de cuatro secciones (todos pertenecientes a la Orden de San Benito):
- la serie de abades de clausura, elegidos por los monjes de la abadía, desde su fundación hasta 1388;[15]
- la serie de abades, llamados "curiales" o "manuales", nombrados por la Santa Sede, de 1389 a 1455;[16]
- la serie de abades comendatarios, todos cardenales, nombrados por los papas desde 1456 hasta 1915;[17]
- la serie de abades ordinarios, nombrados por la Santa Sede desde 1917 hasta la actualidad.[nota 6]

### Abades enclaustrados
- Benito de Nursia † (505-529)
- Onorato †
- Leone I †
- Stefano †
- Giovanni I †
- Leone II † (antes de febrero de 923-después de abril de 943)
- Elia? † (circa 943/947)
- Leone III † (antes de marzo de 947-después de agosto de 961)
- Giovanni II † (mencionado en mayo de 963)
- Giorgio † (antes de diciembre de 964-después de marzo de 971)
- Maione † (antes de febrero de 973-después de febrero de 974)
- Pietro I † (mencionado en noviembre de 974)
- Benedetto II † (antes de enero de 976-después de marzo de 982)
- Martino † (mencionado en septiembre de 984)
- Gregorio † (antes de junio de 985-después de octubre de 987)
- Giovanni III † (antes de octubre de 988-después de abril de 989)
- Pietro II † (antes de febrero de 992-después de julio de 1003)
- Teuzone †
- Benedetto III †[nota 7]
- Stefano I † (antes de 1005-después de enero de 1009)
- Giovanni IV † (mencionado en agosto de 1010)
- Stefano II † (mencionado en abril de 1011)
- Giovanni V † (5 de mayo de 1013-10 de mayo de 1022)
- Demetrio † (mencionado entre junio y agosto de 1024)
- Benedetto IV † (antes de mayo de 1030-después de julio de 1038)
- Giovanni VI † (mencionado en 1042)
- Attone † (antes de noviembre de 1045-después del 15 de junio de 1046)
- Gregorio Paparoni †( antes de diciembre de 1046-después de julio de 1051)
- Umberto † (antes del 31 de octubre de 1051-después de noviembre de 1060)
- Attone Giovanni (Giovanni de Azza) † (mencionado en 1064)
- Giovanni VII † (10 de junio de 1068-2 de mayo de 1120 falleció)
- Pietro III † (antes de febrero de 1126-1145 falleció)
- Oddone † (1145 depuesto)[nota 8]
- Simone † (1149-novembre/diciembre de 1183 falleció)
- Beraldo † (1184-después del 20 de abril de 1189 falleció)
- Romano † (antes del 5 de abril de 1193-29 de agosto de 1216 falleció)
- Giovanni VIII † (antes del 16 de junio de 1217-circa 1227 falleció)
- Lando † (antes del 3 de agosto de 1227-después del 2 de septiembre de 1243)
- Enrico † (antes del 25 de junio de 1245-19 de febrero de 1273 falleció)
  - Sede vacante (1273-1276)
- Guglielmo I † (mayo/junio de 1276-después del 26 de julio de 1285)
- Bartolomeo I † (antes del 13 de noviembre de 1286-28 de octubre de 1296 nombrado obispo de Foligno)
- Francesco de Romangia † (24 de septiembre de 1299-22 de enero de 1303 renunció)
  - Sede vacante (1303-1318)
- Bartolomeo II † (2 de abril de 1318-después del 11 de junio de 1343)
- Giovanni IX † (antes del 3 de octubre de 1344-junio de 1348 falleció)
- Pietro IV † (antes del 22 de septiembre de 1348-después del 30 de septiembre de 1350)
- Angelo † (antes del 1 de marzo de 1351-antes del 23 de agosto de 1353)
- Ademaro † (antes del 23 de agosto de 1353-marzo/julio de 1358 falleció)
  - Sede vacante (1358-1360)
- Corrado † (enero/marzo de 1360-23 de marzo de 1362 renunció)
- Bartolomeo da Siena † (antes del 2 de mayo de 1363-después del 28 de septiembre de 1369)
- Francesco da Padova † (antes del 16 de octubre de 1369-después del 12 de junio de 1388 depuesto)

### Abades curiales
- Tommaso da Celano † (antes del 15 de diciembre de 1389-después del 27 de agosto de 1413)[nota 9]
  - Nicola Seyringer di Matzen † (abad electo)
- Sagace Conti † (antes del 29 de abril de 1414-13 de noviembre de 1419 nombrado abad-obispo de Cava)
- Matteo del Carretto † (antes del 3 de septiembre de 1421-después del 24 de mayo de 1428)
- Antonio da Ravenna † (mencionado el 20 de mayo de 1431)
- Giacomo Cordoni da Narni † (antes del 26 de febrero de 1435-después del 25 de julio de 1441)
- Guglielmo II † (antes del 14 de diciembre de 1446-13 de agosto de 1455 depuesto)

### Abades comendatarios
- Juan de Torquemada[nota 10] † (16 de enero de 1456-1467/1468 renunció)
- Paulo II † (1467/1468-25 de agosto de 1471 falleció)
- Rodrigo Borgia † (1471-11 de agosto de 1492 electo papa con el nombre de Alejandro VI)
- Giovanni Colonna † (16 de agosto de 1492-20 de agosto de 1501 depuesto)
  - Sede vacante (1501-1504)
- Giovanni Colonna † (1504-26 de septiembre de 1508 falleció) (por segunda vez)
- Pompeo Colonna † (1508-1513 renunció)
- Scipione Colonna † (1513-28 de junio de 1528 falleció)
- Francesco Colonna † (1529-1559 renunció)
- Marcantonio Colonna † (1559-1585 renunció)
- Camillo Colonna † (1585-1592 renunció)
- Ascanio Colonna † (1592-17 de mayo de 1608 falleció)
- Scipione Caffarelli-Borghese † (1608-2 de octubre de 1633 falleció)
- Antonio Barberini † (1633-3 de agosto de 1671 falleció)
- Carlo Barberini † (1671-2 de octubre de 1704 falleció)
- Francesco Barberini † (1704-17 de agosto de 1738 falleció)
- Giovanni Battista Spinola † (1738-20 de agosto de 1752 falleció)
- Giovanni Francesco Banchieri † (noviembre de 1753-18 de octubre de 1763 falleció)
- Saverio Canale † (1766-20 de marzo de 1773 falleció)
- Giovanni Angelo Braschi, luego papa Pío VI † (1773-1798 renunció)
- Michelangelo Luchi † (1801-29 de septiembre de 1802 falleció)
- Pietro Francesco Galleffi † (1803-18 de junio de 1837 falleció)
- Ugo Pietro Spinola † (1838-1842 renunció)
- Paolo Polidori † (1842-23 de abril de 1847 falleció)
- Pío IX † (1847-1853 renunció)
- Girolamo D'Andrea † (1853[nota 11]-junio de 1866 renunció)
  - Sede vacante (1866 - 1873)[nota 12]
- Raffaele Monaco La Valletta † (20 de marzo de 1873[18]-1884 renunció)
- Carmine Gori-Merosi † (2 de diciembre de 1884[19]-15 de septiembre de 1886 falleció)
- Angelo Bianchi † (1 de octubre de 1886[20]-1889 renunció)
- Placido Maria Schiaffino † (1889-23 de septiembre de 1889 falleció)
- Luigi Macchi † (1890-1906 renunció)
- Pío X † (1906-20 de agosto de 1914 falleció)

### Abades ordinarios
- Simone Lorenzo Salvi[nota 13] † (10 de noviembre de 1917[21]-26 de mayo de 1964 falleció)
- Egidio Gavazzi † (26 de mayo de 1964 por sucesión[nota 14]-1974 renunció)
- Benito Stanislao Andreotti † (25 de marzo de 1977[22]-3 de junio de 1995 renunció)
- Mauro Meacci, desde el 10 de febrero de 1996[23]